# Mihail Szpartakovics Pljackovszkij
Mihail Szpartakovics Pljackovszkij (Jenakijeve, 1935. november 2. – Moszkva, 1991. január 26.) szovjet dalszerző és drámaíró.

## Élete
1935. november 2-án született Jenakijevében. A Makszim Gorkij Irodalmi Intézetben végzett.
Tagja volt a Szovjet Írók Szövetségének (1973).
Együttműködött Vlagyimir Sainszkijjal, Szerafim Tulikovval, Vjacseszlav Dobrinyinnel, Jurij Antonovval, Arno Babadzsanjánnal.
Pljatskovszkij 1991. január 26-án halt meg. Moszkvában, a Trojekurovszkoje temetőben temették el.

## Művei
Az első professzionális dal, amelyet Szemjon Zaszlavszkij zeneszerzővel írt: Марш космонавтов. 1960 és 1970 között Mihail Pljackovszkij az egyik vezető dalszerzővé vált. Költeményeire a következő népszerű dalokat írták:
- Fogd a gitárt
- A Volga a szívembe ömlik
- Mindenesetre találkozunk
- Ha van szerelem
- Kakukk
- Még egyszer a szerelemről
- Vörös hóvihar
- Diák
- Te magad találtad ki
- Elviszlek a tundrába
- A lány a 45-ös lakásból
- Letkajenkka
- Nem csoda, hogy az emberek azt mondták nekem
- A ház teteje
- Ez soha többé nem fordul elő

és még sok mást is

## Könyvei magyarul
- Tücsök Tóbiás naplója (Дневник Кузнечика Кузи) – Móra, Budapest, 1983 · ISBN 9631135799 · Fordította: Solt Lajos · Illusztrálta: Vlagyimir Szutyejev
- A sün, akit meg lehetett simogatni – Móra, Budapest, 2017 · ISBN 9789634158875 · Fordította: Réz András · Illusztrálta: Vlagyimir Szutyejev
- A nyúl, aki senkitől sem félt – Móra, Budapest, 2019 · ISBN 9789634156734 · Fordította: Réz András · Illusztrálta: Vlagyimir Szutyejev

## Díjai
- Lenin Komszomol-díj (1986) – úttörő dalokért[2]
- Becsületrend[2]

## Fordítás
- Ez a szócikk részben vagy egészben  a   Mikhail Plyatskovsky című angol Wikipédia-szócikk fordításán alapul.  Az eredeti cikk szerkesztőit annak laptörténete sorolja fel. Ez a jelzés csupán a megfogalmazás eredetét és a szerzői jogokat jelzi, nem szolgál a cikkben szereplő információk forrásmegjelöléseként.